# Ragogna
Ragogna (friuli nyelven: Ruvigne, németül: Rewin, latinul: Reunia) település Olaszországban, Friuli-Venezia Giulia régióban, Udine megyében. Lakosainak száma 2803 fő (2023. január 1.). Ragogna Pinzano al Tagliamento, San Daniele del Friuli és Forgaria nel Friuli községekkel határos.

## Népesség
A település népességének változása:
| Lakosok száma | 2875 | 2858 | 2803 |
|               | 2017 | 2018 | 2023 |